# Eracle
Ne doit pas être confondu avec Estoire d'Eracles.
Eracle, ou Del empereour Eracle, est un roman antique de Gautier d'Arras, probablement écrit avant 1154, composé de 6593 vers octosyllabiques à rimes plates. De cette œuvre, il ne nous reste que quatre manuscrits : trois sont à la Bibliothèque nationale de France, et le dernier à la Biblioteca nazionale universitaria de Turin.
Le récit consiste en une biographie magnifiée de l'empereur byzantin Héraclius, présenté comme un ardent défenseur de la foi chrétienne en Orient.

## Résumé
Le récit débute à Rome, où l'on découvre un couple de hauts dignitaires chrétiens qui ne parvient pas à concevoir d'enfant. Pour les récompenser de leur foi, Dieu rend miraculeusement la femme enceinte et lui annonce que l'enfant à venir aura un don exceptionnel dans la connaissance des pierres précieuses, des chevaux et des femmes. Eracle naît, mais son père meurt alors qu'il est encore jeune enfant. D'un commun accord, l'enfant et sa mère distribuent tous leurs biens aux pauvres, jusqu'au jour où la mère, après s'être concertée avec son fils, décide de vendre celui-ci avant de se retirer dans un couvent.
Le sénéchal de l'empereur, séduit par l'enfant qui lui vante ses dons, l'achète et le présente à l'empereur Lais. Celui-ci décide de mettre successivement à l'épreuve les trois connaissances d'Eracle : il lui fait tour à tour choisir une pierre précieuse, un cheval et une femme parmi tout un marché. À chaque fois, le choix d'Eracle surprend les courtisans : il prend une pierre de pauvre apparence, mais elle a le pouvoir de protéger de la noyade et du fer ; il prend un jeune poulain, qui n'a pas son égal à la course ; il choisit pour l'empereur une orpheline de modeste condition à la grande vertu. Ravi par la sagesse de l'enfant, l'empereur le prend sous son aile et lui accorde terres et honneurs.
La seconde partie du récit se concentre sur les amours malheureuses de la nouvelle impératrice, Athanais. Bien que d'une vertu irréprochable, et malgré les conseils d'Eracle qui vont en sa faveur, l'empereur, qui doit partir en campagne au loin, fait enfermer sa femme dans une tour gardée par vingt-quatre chevaliers. L'impératrice se désole, et, lors d'une fête à la cour, tombe amoureuse d'un jeune homme. Malgré les ruses dont les amoureux s'entourent, Eracle, à son retour de campagne, découvre l'adultère. L'empereur, furieux, veut faire exécuter le jeune homme, mais Eracle l'en dissuade, en lui rappelant qu'il est coupable d'avoir enfermé Athanais dans la tour, et le convainc de se séparer de sa femme et de présider au remariage de celle-ci avec son amant, que l'empereur dote généreusement.
La troisième partie revient à Eracle. Devenu empereur de Constantinople, le héros part à la reconquête de la Vraie Croix, dont le roi sarrasin Chosroès - historiquement un roi perse - a fait une idole dédiée à son propre culte après l'avoir arrachée aux armées chrétiennes. Après avoir triomphé du fils et du père, Eracle ramène la croix à Constantinople.

## Analyse
Le roman a pour particularité d'être à la fois édifiant et réaliste. Loin de Chrétien de Troyes, dont il refuse le merveilleux arthurien, Gautier d'Arras se concentre sur une histoire chrétienne, qu'il mêle à de l'histoire antique. Eracle n'est pas un saint, mais il œuvre grandement pour la chrétienté.
D'autre part, le trouvère s'en prend aux valeurs de la cour, dont il dénonce régulièrement la fausseté et l'envie, et préfère à ce monde de la vanité le monde plus simple des petites gens.

## Postérité
Entre la fin du XIIe et le début du XIIIe siècles, l'écrivain allemand Meister Otte compose Eraclius, une traduction du roman à destination d'une aristocratie allemande alors désireuse de culture française. 

## Editions et traductions modernes

### En français
- Œuvres de Gautier d'Arras, publiées par E. Löseth, Paris, Bouillon (Bibliothèque française du Moyen Âge, 6-7), 1890, 2 t., [vii] + 343, [v] + 243 p.
- Gautier d'Arras, Eracle, publié par Guy Raynaud de Lage, Paris, Champion (Les classiques français du Moyen Âge, 102), 1976, xxii + 247 p.
- Gautier d'Arras, Éracle. Traduction en français moderne d'après l'édition de G. Raynaud de Lage par André Eskénazi; introduction et dossier par Corinne Pierreville, Paris, Champion (Traductions des classiques français du Moyen Âge, 54), 2002, 245 p.

### En allemand
- Eraclius. Deutsches und französisches Gedicht des zwölften Jahrhunderts (jenes von Otte, dieses von Gautier von Arras) nach ihren je beiden einzigen Handschriften, nebst mittelhochdeutschen, griechischen, lateinischen Anhängen und geschichtlicher Untersuchung, zum ersten Male herausgegeben von H. F. Massmann, Quedlinburg et Leipzig, Basse (Bibliothek der gesammten deutschen National-Literatur von der ältesten bis auf die neuere Zeit, 7), 1842, xvi + 628 p.

### En anglais
- Gythiel, Anthony P., "Ille et Galeron" and "Eracle": Two Twelfth-Century French Romances. Translated with an Introduction, Ph. D. dissertation, University of Detroit, Mercy, 1971, 468 p.
- Gautier d'Arras, Eracle, edited and translated by Karen Pratt, London, King's College London, Centre for Late Antique and Medieval Studies (King's College London Medieval Studies, 21), 2007, lxviii + 206 p.